# 아난드 사티아난드
아난드 사티아난드 경(영어: Sir Anand Satyanand, 1944년 7월 22일 ~ )은 뉴질랜드의 제19대 총독이자 변호사이다.

## 생애
아난드 사티아난드는 인도계 피지 이민자 가정에서 태어난, 뉴질랜드 역사상 최초의 비(非)유럽계 총독이다. 조부모는 인도계 피지인이고 부모는 피지 출신이다. 오클랜드에서 태어나, 그곳에서 성장하였다. 1970년에 오클랜드 대학교 법학과를 졸업하고 1982년부터 판사로 일했다. 2006년에 실비아 카트라이트 총독의 임기가 만료되자, 헬렌 클라크 총리의 추천을 받아, 영국 왕실이 주관하는 소정의 절차를 거쳐 총독에 취임했다. 국가를 대표하는 명목상 최고지도자로서, 최근 피지등 정치적으로 불안한 남태평양 소국가들의 평화협상을 다수 중재하였다.
2006년 11월에 있었던 대한민국의 노무현 대통령의 뉴질랜드 방문이 있던 당시에는 뉴질랜드 총독 관저에서 회담을 가졌다.